# Oecomys concolor
Oecomys concolor là một loài động vật có vú trong họ Cricetidae, bộ Gặm nhấm. Loài này được Wagner mô tả năm 1845.

## Hình ảnh

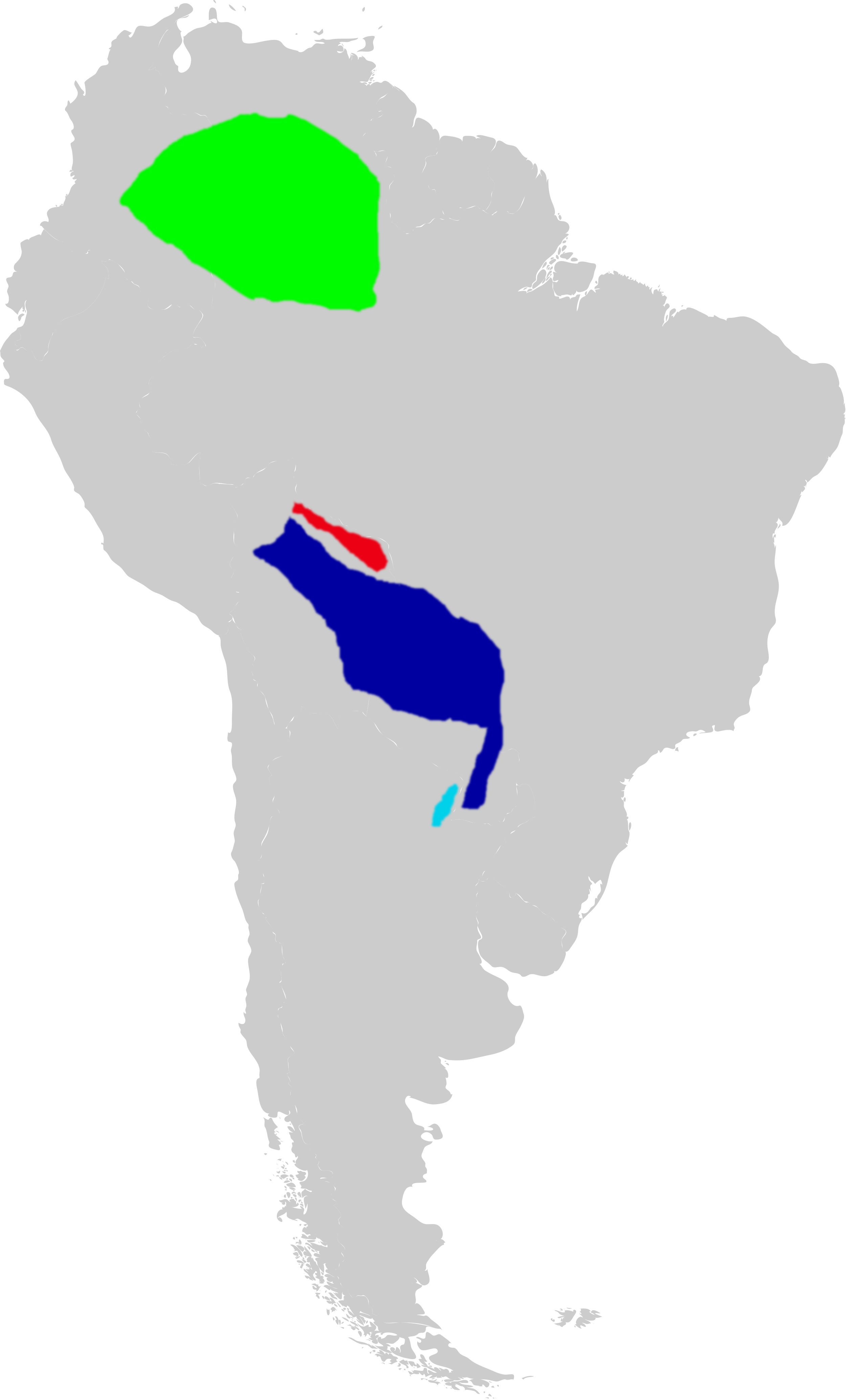